# Lover Come Back to Me (canción de Dead or Alive)
«Lover Come Back to Me» —en español: «Amante, vuelve a mí»— es un sencillo de 1985 de Dead or Alive, producido por Stock, Aitken & Waterman. Fue publicado como el segundo sencillo del segundo álbum de la banda, Youthquake, y la mezcla del sencillo presenta una instrumentación ligeramente diferente de la versión del álbum pero en general es lo mismo. El sencillo alcanzó la decimoprimera posición en el Reino Unido, tercera en Sudáfrica, vigésimo primera en Alemania, decimotercera en Australia y septuagésimo quinta en el Billboard Hot 100 de Estados Unidos.
Además de los formatos estándar de 7" y 12" (este último incluía una solapa que podía desplegarse como un póster), también se publicó un disco de imágenes con forma de abanico en el Reino Unido. El lado B del sencillo era «Far Too Hard», canción del primer álbum de la banda.
Al igual que «You Spin Me Round (Like a Record)», la canción fue regrabada en 2003 para el recopilatorio de la banda, Evolution: The Hits.

## Recepción
El sencillo en general recibió críticas positivas, siendo descrito como «atractivo» por Ira Robbins, mientras que Ned Raggett de Allmusic dijo, «Cuando Burns exclama al final del estribillo, "Kick it right down, kick it right down!" es tan memorable como lo llega a ser el pop de los medios de comunicación de masas.»

## Lista de canciones
| UK 7" |                         |          |  |
| N.º   | Título                  | Duración |  |
| 1.    | «Lover Come Back to Me» | 3:08     |  |
| 2.    | «Far Too Hard»          | 4:32     |  |

| UK 12" |                                          |          |  |
| N.º    | Título                                   | Duración |  |
| 1.     | «Lover Come Back to Me (Extended Remix)» | 5:50     |  |
| 2.     | «Far Too Hard»                           | 4:32     |  |
| 3.     | «Lover Come Back to Me (7" Version)»     | 3:08     |  |

## Rendimiento en las listas
| Lista (1985)                       | Mejor posición |
| ---------------------------------- | -------------- |
| Australia (Kent Music Report)      | 13             |
| Lista de sencillos canadiense RPM  | 95             |
| Lista de sencillos alemana         | 21             |
| Irish Singles Chart                | 6              |
| Lista de sencillos italiana        | 24             |
| Lista de sencillos japonesa        | 9              |
| Lista de sencillos sudafricana     | 3              |
| Lista de sencillos del Reino Unido | 11             |
| U.S. Billboard Hot 100             | 75             |
| U.S. Billboard Hot Dance Club Play | 13             |

- Datos: Q3837851